# فراجمعیت
یک فراجمعیت از گروهی از جمعیت‌هایی از یک گونهٔ مشابه که از نظر فضایی مجزا و جدا از یکدیگر هستند و تا حدی، دارای سطحی از تعامل و برهم‌کنش می‌باشند، تشکیل می‌شود. فراجمعیت، اصطلاح و مفهومی در بوم‌شناسی جمعیتی است که توسط ریچارد لوینز در سال ۱۹۶۹ ابداع گردید.